# Новое Лидже
Новое Лидже — село в Табасаранском районе Дагестана. Входит в сельское поселение «Сельсовет „Аракский“».

## Географическое положение
Расположено на правом берегу реки Рубас, в 6 км к северо-востоку от районного центра села Хучни.

## История
Населённый пункт возник как посёлок отделения «Сельхозтехники» совхоза «Красное Знамя», а затем в нём разместился Табасаранский консервный завод. В 1966 году в южном Дагестане произошло разрушительное землетрясение, многие населённые пункты были разрушены. Часть населённых пунктов было решено не восстанавливать, а их население переселить на плоскостные участки. Одним из таких поселков, в который должны были быть поселены переселенцы, оказался и посёлок Табасаранского консервного завода. Так как переселение происходило в канун 50-летия Октябрьской революции, поселку решено было присвоить название Октябрьское (по другим сведениям — Октябрьский). Кроме того, в поселке разместилась центральная усадьба совхоза «Красное знамя». В 1973 году постановлением Президиума Верховного Совета Дагестанской АССР посёлок переименован в село Новое Лидже.

## Население
| 1970 | 1989 | 2002 | 2010 | 2021 |
| ---- | ---- | ---- | ---- | ---- |
| 233  | ↗471 | ↗522 | ↗554 | ↘409 |

## Инфраструктура
- Фельдшерский пункт.[6]